# Anna Maria Wierzchucka
Anna Maria Wierzchucka (ur. 1972) – polska poetka.
Laureatka Grand Prix VII Ogólnopolskiego Konkursu Poetyckiego „O Granitową Strzałę” 2015. Nagrodą było wydanie debiutanckiego tomiku Włókien pełna (Strzeliński Ośrodek Kultury, Strzelin 2015). Laureatka II nagrody XII Ogólnopolskiego Konkursu Literackiego im. Stanisława Grochowiaka 2016 w kategorii poezja, a także m.in. I nagrody V Turnieju Jednego Wiersza im. Wandy Karczewskiej 2015, I nagrody X Ogólnopolskiego Otwartego Turnieju Jednego Wiersza im. Pawła Bartłomieja Greca 2016 oraz wyróżnienia II Ogólnopolskiego Konkursu na Książkę Literacką „Nowy Dokument Tekstowy” 2020. Nominowana w 8. Konkursie Poetyckim Fundacji Duży Format 2020. W 2024 otrzymała I nagrodę XX Ogólnopolskiego Konkursu Poetyckiego im. Kazimierza Ratonia. Publikowała m.in. w Helikopterze, Salonie Literackim, sZAFie, Wakacie. Jest autorką tekstów do piosenek zespołu Świt Żywych Muzyków. Mieszka w Kanadzie.